# División de Honor de rugby
La División de Honor de Rugby es la máxima competición de este deporte disputada en España. Está organizada por la Federación Española de Rugby. La primera edición se disputó en la temporada 1952-53 como Copa Presidente del Gobierno, pero no fue hasta la temporada 1969-70 cuando el campeonato adquirió continuidad con el nombre de Liga Nacional de Primera División. De 1979 a 1982 la liga se disputó en cuatro grupos, y en la temporada 1982-83 se retornó al grupo único, tomando el nombre de Campeonato de Liga División de Honor y pasando a denominarse Campeonato de Liga Nacional Primera División el segundo nivel del rugby en España.
Actualmente la División de Honor cuenta con un total de once equipos, por lo que cada equipo juega un total de veinte partidos: diez en casa y diez como visitante.

## Sistema de competición
El sistema de competición es una liga regular a dos vueltas (partidos de ida y vuelta) de 11 equipos. Los seis mejores clasificados al finalizar las veintidós jornadas de temporada regular se jugarán el título en los play-offs. Primer y segundo clasificados accederán directamente a semifinales mientras que tercero, cuarto, quinto y sexto, jugarán una fase previa para acceder a ellas. Este sistema da un total de 22 jornadas de liga y ciento diez partidos, más cinco de play-off.

### Sistema de puntuación
- Cada victoria suma 4 puntos.
- Cada empate suma 2 puntos.
- Al equipo que gane en el encuentro por 3 o más ensayos de diferencia con el rival se le añadirá un punto de bonus.
- Al equipo que pierda el encuentro por una diferencia de 7 o menos puntos se le añadirá un punto de bonus.

### Ascensos y descensos
Desde la temporada 2011-2012 el sistema de ascensos y descensos es el siguiente:
- Descenso directo para el último clasificado al final de las veintidós jornadas.
- Promoción para el penúltimo clasificado al final de las veintidós jornadas.
- Ascenso directo del ganador de la eliminatoria de División de Honor Élite.

## Historia

### Las dos primeras ligas
En 1926 se creó el Campeonato de España de Rugby (actual Copa del Rey), el primer y durante décadas único campeonato entre clubes a nivel nacional. La puesta en marcha de una liga nacional no se planteó hasta los años 1950. La primera edición se disputó la temporada 1952-53, con la participación de cuatro equipos: dos representantes del campeonato regional de Cataluña y dos del castellano. El partido inaugural entre el F. C. Barcelona y la AD Plus Ultra se disputó el 12 de octubre de 1952 en el Campo de La Bordeta, con victoria local por 21-0. Los barcelonistas fueron, a la postre, ganadores del título, que revalidaron la siguiente temporada. Este torneo no tuvo continuidad.

### Creación de la Liga Nacional
En la década siguiente hubo varios intentos para retomar la liga, que finalmente cristalizaron la temporada 1969-70 con la creación de la Liga Nacional de Rugby. Estaba organizada en dos divisiones: Primera y Segunda Categoría. En la Liga Nacional de Primera Categoría participaron seis clubes: tres madrileños, dos barceloneses y un vasco, el Atlético San Sebastián, que se proclamó campeón. La temporada siguiente la Primera Categoría se amplió a ocho participantes y en 1972 a diez. Durante los años 1970 el torneo fue dominado por equipos de Madrid: Canoe NC (3 títulos), CD Arquitectura (3) y CR Cisneros (1). 
La temporada 1977-78 la Liga Nacional de Primera fue reestructurada, quedando dividida en cuatro grupos de ocho equipos, agrupados por criterios de proximidad geográfica (Norte, Sur, Centro y Levante). Al término de la temporada los cuatro primeros clasificados de cada grupo se disputaban el título en una fase final, denominada también Superliga. Con esta fórmula se pretendían reducir los costes de los desplazamientos y dar protagonismo a más clubes, al pasar de 10 a 32 participantes en la máxima categoría. En 1979 no se disputó la fase final entre los cuatro campeones de grupo, con lo que hubo cuatro campeones de liga. Este formato se mantuvo durante cuatro temporadas.

### División de Honor
En 1982 la Federación Española de Rugby aprobó una reestructuración de todas sus competiciones. Se creó la División de Honor, como máxima categoría de la liga, formada por un grupo único de ocho equipos, con enfrentamientos de todos contra todos a doble partido. La Primera categoría de Liga Nacional, que mantuvo la estructura de cuatro grupos territoriales, quedó así relegada a un segundo nivel, por debajo de la División de Honor.
Los participantes de la División de Honor 1982-83 fueron seleccionados por su papel en los campeonatos regionales de ese año, sin tener en cuenta la clasificación liguera de la temporada temporada anterior. Fueron dos equipos catalanes, UE Santboiana y Cornellà RC; dos madrileños, CD Arquitectura y CR Cisneros; dos vascos, Atlético San Sebastián y Getxo RT; y dos valencianos, Les Abelles RC y RC Valencia, que se proclamó campeón.
La temporada siguiente el número de participantes se amplió a diez. En 1988 alcanzó un máximo de doce equipos, que se redujo nuevamente a diez la temporada 1995-96. La temporada 1998-99 se creó la División de Honor B, como un nivel intermedio entre la División de Honor y la Primera Nacional (categoría con la que se acabó fusionando la temporada 2014-15).
La División de Honor mantuvo su formato sin cambios hasta la temporada 2011-12, cuando se introdujeron las eliminatorias finales por el título. Desde la temporada 2017-18 hasta la 2019-20 la División de Honor se denominó comercialmente Liga Heineken, tras el acuerdo de patrocinio entre esta empresa cervecera y la Federación Española de Rugby.

## Histórico de equipos en División de Honor
Los siguientes equipos son los que han participado en la máxima categoría del rugby español a nivel de clubs desde su primera edición en la temporada 1952/53. El orden de la colocación de los equipos está determinado en primer lugar por la cantidad de presencias en la liga; en caso de igualdad, el orden lo determina la cantidad de títulos conseguidos, y si esto también coincide, por la última presencia en División de Honor.
En la tabla puede verse la clasificación al final de la liga regular. En color oro viene resaltado el campeón al final de la liga, que, en las temporadas en las que ha habido play-offs, no siempre coincide con el primero al final de dicha temporada regular.

## Palmarés
| Año     | Campeón                                                                          | Segundo                                                        | Tercero                                                                   | Cuarto                                                                 |
| ------- | -------------------------------------------------------------------------------- | -------------------------------------------------------------- | ------------------------------------------------------------------------- | ---------------------------------------------------------------------- |
| 1952-53 | C.F. Barcelona                                                                   | Club Atlético Madrid                                           | U.D. Santboiana                                                           | A.D. Plus Ultra                                                        |
| 1953-54 | C.F. Barcelona                                                                   | Club Atlético Madrid                                           | C.N. Barcelona                                                            | S.E.U. Madrid                                                          |
| 1955-69 | No se disputó                                                                    | No se disputó                                                  | No se disputó                                                             | No se disputó                                                          |
| 1969-70 | Club Atlético San Sebastián                                                      | C.F. Barcelona                                                 | Canoe N.C. Madrid                                                         | C.A.U. Madrid                                                          |
| 1970-71 | Canoe N.C. Madrid                                                                | C.R. El Salvador Valladolid                                    | C.F. Barcelona                                                            | U.D. Santboiana                                                        |
| 1971-72 | Canoe NC                                                                         | C.R. El Salvador Valladolid                                    | U.D. Santboiana                                                           | Club Atlético San Sebastián                                            |
| 1972-73 | Canoe N.C. Madrid                                                                | C.D. Arquitectura Madrid                                       | C.R. El Salvador Valladolid                                               | C.N. Barcelona                                                         |
| 1973-74 | C.D. Arquitectura Madrid                                                         | C.N. Barcelona                                                 | Canoe N.C. Madrid                                                         | Club Atlético San Sebastián                                            |
| 1974-75 | C.D. Arquitectura Madrid                                                         | C.R. Cisneros Madrid                                           | C.A.U. Madrid                                                             | Canoe N.C. Madrid                                                      |
| 1975-76 | C.R. Cisneros Madrid                                                             | C.D. Arquitectura Madrid                                       | C.A.U. Madrid                                                             | U.D. Santboiana                                                        |
| 1976-77 | C.D. Arquitectura Madrid                                                         | C.A.U. Madrid                                                  | C.R. Cisneros Madrid                                                      | C.D. Universidad Valladolid                                            |
| 1977-78 | Club Atlético San Sebastián                                                      | C.D. Arquitectura Madrid                                       | C.A.U. Madrid                                                             | R.C. Cornellá                                                          |
| 1978-79 | Club Atlético San Sebastián C.A.U. Madrid R.C. Cornellá Amigos del Rugby Sevilla | Hernani C.R. C.R. Cisneros Madrid U.E. Santboiana Sevilla F.C. | R.C. Irún C.D. Arquitectura Madrid R.C. Valencia C.D. Universidad Granada | Zaharrean R.T. S.S. Juventud Karmen F.C. Barcelona C.R. Divina Pastora |
| 1979-80 | C.A.U. Madrid                                                                    | Hernani C.R.                                                   | R.C. Valencia                                                             | Amigos del Rugby Sevilla                                               |
| 1980-81 | C.D. Arquitectura Madrid                                                         | Hernani C.R.                                                   | R.C. Valencia                                                             | Ciencias Sevilla R.C.                                                  |
| 1981-82 | C.D. Arquitectura Madrid                                                         | Hernani C.R.                                                   | F.C. Barcelona                                                            | Ciencias Sevilla R.C.                                                  |
| 1982-83 | R.C. Valencia                                                                    | Club Atlético San Sebastián                                    | U.E. Santboiana                                                           | C.D. Arquitectura Madrid                                               |
| 1983-84 | U.E. Santboiana                                                                  | Hernani C.R.                                                   | C.A.U. Madrid                                                             | Club Atlético San Sebastián                                            |
| 1984-85 | C.R. Cisneros Madrid                                                             | Club Atlético San Sebastián                                    | C.D. Arquitectura Madrid                                                  | F.C. Barcelona                                                         |
| 1985-86 | C.D. Arquitectura Madrid                                                         | U.E. Santboiana                                                | C.R. Cisneros Madrid                                                      | Guecho R.T.                                                            |
| 1986-87 | U.E. Santboiana                                                                  | C.D. Arquitectura Madrid                                       | R.C. Valencia                                                             | Guecho R.T.                                                            |
| 1987-88 | C.D. Arquitectura Madrid                                                         | U.E. Santboiana                                                | C.R. El Salvador Valladolid                                               | C.R. Cisneros Madrid                                                   |
| 1988-89 | U.E. Santboiana                                                                  | C.R. Cisneros Madrid                                           | C.D. Arquitectura Madrid                                                  | Real Canoe N.C. Madrid                                                 |
| 1989-90 | C.D. Arquitectura Madrid                                                         | C.R. El Salvador Valladolid                                    | C.R. Ciencias Sevilla                                                     | Guecho R.T.                                                            |
| 1990-91 | C.R. El Salvador Valladolid                                                      | C.R. Liceo Francés Madrid                                      | Guecho R.T.                                                               | C.D. Arquitectura Madrid                                               |
| 1991-92 | C.R. Ciencias Sevilla                                                            | U.E. Santboiana                                                | C.R. Liceo Francés Madrid                                                 | C.D. Arquitectura Madrid                                               |
| 1992-93 | Guecho R.T.                                                                      | C.R. Liceo Francés Madrid                                      | C.R. Ciencias Sevilla                                                     | C.R. Cisneros Madrid                                                   |
| 1993-94 | C.R. Ciencias Sevilla                                                            | Guecho RT                                                      | C.R. El Salvador Valladolid                                               | V.R.A.C. Valladolid                                                    |
| 1994-95 | C.D. Arquitectura Madrid                                                         | Guecho R.T.                                                    | V.R.A.C. Valladolid                                                       | C.R. Ciencias Sevilla                                                  |
| 1995-96 | U.E. Santboiana                                                                  | C.R. Ciencias Sevilla                                          | Guecho R.T.                                                               | C.R. Cisneros Madrid                                                   |
| 1996-97 | U.E. Santboiana                                                                  | Guecho R.T.                                                    | C.D. Arquitectura Madrid                                                  | V.R.A.C. Valladolid                                                    |
| 1997-98 | C.R. El Salvador Valladolid                                                      | U.E. Santboiana                                                | Real Canoe N.C. Madrid                                                    | V.R.A.C. Valladolid                                                    |
| 1998-99 | V.R.A.C. Valladolid                                                              | U.E. Santboiana                                                | C.R. Ciencias Sevilla                                                     | Real Canoe N.C. Madrid                                                 |
| 1999-00 | U.C.M. Canoe Madrid                                                              | C.R. El Salvador Valladolid                                    | U.E. Santboiana                                                           | C.R. Liceo Francés Madrid                                              |
| 2000-01 | V.R.A.C. Valladolid                                                              | C.D. Universidad Sevilla                                       | C.R. Liceo Francés Madrid                                                 | C.R. Ciencias Sevilla                                                  |
| 2001-02 | Moraleja Alcobendas R.U.                                                         | C.R. El Salvador Valladolid                                    | U.C.M. Canoe Madrid                                                       | U.E. Santboiana                                                        |
| 2002-03 | C.R. El Salvador Valladolid                                                      | Moraleja Alcobendas R.U.                                       | V.R.A.C. Valladolid                                                       | U.C.M. Canoe Madrid                                                    |
| 2003-04 | C.R. El Salvador Valladolid                                                      | U.C.M. Canoe Madrid                                            | V.R.A.C. Valladolid                                                       | U.E. Santboiana                                                        |
| 2004-05 | U.E. Santboiana                                                                  | C.R. El Salvador Valladolid                                    | At. Bera Bera R.T. S.S.                                                   | V.R.A.C. Valladolid                                                    |
| 2005-06 | U.E. Santboiana                                                                  | C.R. El Salvador Valladolid                                    | B.U.C. Barcelona                                                          | At. Bera Bera R.T. S.S.                                                |
| 2006-07 | C.R. El Salvador Valladolid                                                      | C.R.C. Madrid                                                  | U.E. Santboiana                                                           | V.R.A.C. Valladolid                                                    |
| 2007-08 | C.R. El Salvador Valladolid                                                      | C.R. Ciencias Sevilla                                          | C.R.C. Madrid                                                             | V.R.A.C. Valladolid                                                    |
| 2008-09 | C.R.C. Madrid                                                                    | C.R. El Salvador Valladolid                                    | C.R. Ciencias Sevilla                                                     | V.R.A.C. Valladolid                                                    |
| 2009-10 | C.R. El Salvador Valladolid                                                      | C.R. La Vila                                                   | C.R. Ciencias Sevilla                                                     | V.R.A.C. Valladolid                                                    |
| 2010-11 | C.R. La Vila                                                                     | Ordicia R.E.                                                   | C.R. El Salvador Valladolid                                               | Guernica R.T.                                                          |
| 2011-12 | V.R.A.C. Valladolid                                                              | Ordicia R.E.                                                   | Guernica R.T.                                                             | Guecho R.T.                                                            |
| 2012-13 | V.R.A.C. Valladolid                                                              | U.E. Santboiana                                                | C.R. El Salvador Valladolid                                               | C.R.C. Madrid                                                          |
| 2013-14 | V.R.A.C. Valladolid                                                              | C.R. El Salvador Valladolid                                    | C.R. Complutense Cisneros                                                 | Independiente R.C. Santander                                           |
| 2014-15 | V.R.A.C. Valladolid                                                              | U.E. Santboiana                                                | C.R. Complutense Cisneros                                                 | C.R. El Salvador Valladolid                                            |
| 2015-16 | C.R. El Salvador Valladolid                                                      | V.R.A.C. Valladolid                                            | Independiente R.C. Santander                                              | C.R. Complutense Cisneros                                              |
| 2016-17 | V.R.A.C. Valladolid                                                              | C.R. El Salvador Valladolid                                    | Alcobendas Rugby                                                          | U.E. Santboiana                                                        |
| 2017-18 | V.R.A.C. Valladolid                                                              | C.R. El Salvador Valladolid                                    | Alcobendas Rugby                                                          | Independiente R.C. Santander                                           |
| 2018-19 | V.R.A.C. Valladolid                                                              | C.R. El Salvador Valladolid                                    | Alcobendas Rugby                                                          | Ordicia R.E.                                                           |
| 2019-20 | V.R.A.C. Valladolid                                                              | C.R. El Salvador Valladolid                                    | Alcobendas Rugby                                                          | Ordicia R.E.                                                           |
| 2020-21 | V.R.A.C. Valladolid                                                              | Alcobendas Rugby                                               | C.R. El Salvador Valladolid                                               | F.C. Barcelona                                                         |
| 2021-22 | U.E. Santboiana                                                                  | Ordicia R.E.                                                   | C.R. El Salvador Valladolid                                               | C.R. Complutense Cisneros                                              |
| 2022-23 | V.R.A.C. Valladolid                                                              | Aparejadores Rugby Burgos                                      | C.R. Ciencias Sevilla                                                     | U.E. Santboiana                                                        |
| 2023-24 | V.R.A.C. Valladolid                                                              | Aparejadores Rugby Burgos                                      | C.R. Ciencias Sevilla                                                     | C.R. El Salvador                                                       |
| 2024-25 | INEXO El Salvador                                                                | C.R. Complutense Cisneros                                      | V.R.A.C. Valladolid                                                       | Alcobendas Rugby                                                       |

### Por campeonatos ganados
| Equipo | Campeonatos | Subcamp. | Años que ganó                                                                | Años como subcampeón                                                         |
| --- | ----------- | -------- | ---------------------------------------------------------------------------- | ---------------------------------------------------------------------------- |
| Valladolid R.A.C.                                                                                          | 13          | 1        | 1999, 2001, 2012, 2013, 2014, 2015, 2017, 2018, 2019, 2020, 2021, 2023, 2024 | 2016                                                                         |
| C.R. El Salvador                                                                                           | 9           | 13       | 1991, 1998, 2003, 2004, 2007, 2008, 2010, 2016, 2025                         | 1971, 1972, 1990, 2000, 2002, 2005, 2006, 2009, 2014, 2017, 2018, 2019, 2020 |
| C.D. Arquitectura                                                                                          | 9           | 4        | 1974, 1975, 1977, 1981, 1982, 1986, 1988, 1990, 1995                         | 1973, 1976, 1978, 1987                                                       |
| U.E. Santboiana                                                                                            | 8           | 8        | 1984, 1987, 1989, 1996, 1997, 2005, 2006, 2022                               | 1979*, 1986, 1988, 1992, 1998, 1999, 2013, 2015                              |
| CRC Pozuelo                                                                                                | 5           | 2        | 1971, 1972, 1973, 2000, 2009                                                 | 2004, 2007                                                                   |
| Atlético San Sebastián                                                                                     | 3           | 2        | 1970, 1978, 1979*                                                            | 1983, 1985                                                                   |
| Complutense Cisneros                                                                                       | 2           | 4        | 1976, 1985                                                                   | 1975, 1979*, 1989, 2025                                                      |
| C.R. Ciencias                                                                                              | 2           | 2        | 1992, 1994                                                                   | 1996, 2008                                                                   |
| F. C. Barcelona                                                                                            | 2           | 1        | 1953, 1954                                                                   | 1970                                                                         |
| C.A.U. Madrid                                                                                              | 2           | 1        | 1979*, 1980                                                                  | 1977                                                                         |
| Getxo R.T.                                                                                                 | 1           | 3        | 1993                                                                         | 1994, 1995, 1997                                                             |
| Club Alcobendas                                                                                            | 1           | 2        | 2002                                                                         | 2003, 2021                                                                   |
| C.R. La Vila                                                                                               | 1           | 1        | 2011                                                                         | 2010                                                                         |
| Club Amigos del Rugby                                                                                      | 1           | 0        | 1979*                                                                        | 0                                                                            |
| R.C. Cornellà                                                                                              | 1           | 0        | 1979*                                                                        | 0                                                                            |
| R.C. Valencia                                                                                              | 1           | 0        | 1983                                                                         | 0                                                                            |
| Hernani C.R.                                                                                               | 0           | 5        | 0                                                                            | 1979*, 1980, 1981, 1982, 1984                                                |
| Ordizia Rugby Elkartea                                                                                     | 0           | 3        | 0                                                                            | 2011, 2012, 2022                                                             |
| Atlético de Madrid                                                                                         | 0           | 2        | 0                                                                            | 1953, 1954                                                                   |
| C.R. Liceo Francés                                                                                         | 0           | 2        | 0                                                                            | 1991, 1993                                                                   |
| Aparejadores Rugby Burgos                                                                                  | 0           | 2        | 0                                                                            | 2023, 2024                                                                   |
| Club Natació Barcelona                                                                                     | 0           | 1        | 0                                                                            | 1974                                                                         |
| Sevilla F.C.                                                                                               | 0           | 1        | 0                                                                            | 1979*                                                                        |
| C.D. Universidad Sevilla                                                                                   | 0           | 1        | 0                                                                            | 2001                                                                         |
| * En este año no hay un ganador único ya que no hubo Play-Off por el título y, por tanto, hay 4 ganadores. |             |          |                                                                              |                                                                              |

### Por federación regional
A continuación se recogen el total de títulos ganados por cada Federación Regional, ordenados según el mayor número de los mismos.
| Federación regional                            | Campeonatos |
| ---------------------------------------------- | ----------- |
| Federación de Rugby de Castilla y León         | 22          |
| Federación de Rugby de Madrid                  | 19          |
| Federació Catalana de Rugby                    | 11          |
| Euskal Kirol Federazioen Batasuna              | 4           |
| Federación Andaluza Rugby                      | 3           |
| Federación de Rugby de la Comunitat Valenciana | 2           |